# Dudua charadraea
Dudua charadraea es una especie de mariposa del género Dudua, familia Tortricidae.
Fue descrita científicamente por Meyrick en 1909.

## Distribución
Se encuentra en Tailandia, Sri Lanka, Taiwán, el oeste de Java y el oeste de Sumatra en Indonesia.